# Stoczki (Olkusz)
Stoczki – część miasta Olkusza (SIMC 0941955), w województwie małopolskim, w powiecie olkuskim. Do 1973 część wsi Pomorzany.
Stoczki stanowią najdalej na północ wysuniętą część Olkusza. Ciągną się wzdłuż ulicy Długiej od Pomorzan do północnej granicy miasta przy wylocie na Bogucin Duży.
Stoczki stanowiły do 1954 część gromady Pomorzany w gminie Rabsztyn w powiecie olkuskim, początkowo w województwie kieleckim, a od 18 sierpnia 1945 w  województwie krakowskim. Po wojnie nadal w gromadzie Pomorzany, jednej z 14 gromad gminy Rabsztyn.
W związku z reformą znoszącą gminy jesienią 1954 roku, Stoczki weszły w skład gromady Pomorzany, a po jej zniesieniu 1 stycznia 1969 – do gromady Bolesław.
1 stycznia 1973, w związku z kolejną reformą znoszącą gromady, Stoczki włączono do Olkusza.